# Edward Van Dijck
Edward of Ward (officieel:Eduard) Van Dijck, vaak foutief aangeduid als Edouard Van Dyck (Herent (Vlaams-Brabant), 22 maart 1918 - Leuven, 22 april 1977) was een Belgisch wielrenner, die professional was van 1941 tot en met 1952.
Van Dijck was in 1947 de tweede Belg die de Vuelta op zijn naam zou schrijven, na Gustaaf Deloor. Hij sloeg zijn slag in de laatste tijdrit, waarin hij de Spaanse favoriet Manuel Costa van de eerste plaats verdrong.

## Belangrijkste overwinningen
1943
- GP van Wallonië

1945
- 4e etappe Ronde van België

1946
- Ronde van Limburg (België)
- Brussel/Berchem - Ingooigem

1947
- 16e etappe deel b Ronde van Spanje
- 21e etappe deel a Ronde van Spanje
- Eindklassement Ronde van Spanje

1948
- 16e etappe Ronde van Frankrijk

1950
- GP Stad Vilvoorde

## Resultaten in voornaamste wedstrijden
| Jaar | Ronde van Italië | Ronde van Frankrijk | Ronde van Spanje |
| ---- | ---------------- | ------------------- | ---------------- |
| 1942 |                  |                     |                  |
| 1943 |                  |                     |                  |
| 1944 |                  |                     |                  |
| 1945 |                  |                     |                  |
| 1946 |                  |                     |                  |
| 1947 |                  |                     | ↑ (2)            |
| 1948 |                  | 14e (1)             |                  |
| 1949 |                  | opgave              |                  |
| 1950 |                  |                     |                  |

| Jaar | Gent-Wevelgem | Ronde van Vlaanderen | Parijs-Roubaix | Luik-Bast.‑Luik | Waalse Pijl |
| ---- | ------------- | -------------------- | -------------- | --------------- | ----------- |
| 1942 |               | 16e                  |                |                 | 9e          |
| 1943 |               |                      |                | 10e             |             |
| 1944 |               | 21e                  |                |                 |             |
| 1945 |               | 6e                   |                | Zilver          |             |
| 1946 |               |                      |                | 6e              | Brons       |
| 1947 |               | 30e                  |                |                 |             |
| 1948 | 26e           |                      |                | 8e              |             |
| 1949 |               |                      |                |                 |             |
| 1950 |               |                      | 11e            | Brons           |             |